# Plastophora luteizona
Plastophora luteizona är en tvåvingeart som först beskrevs av Borgmeier 1925.  Plastophora luteizona ingår i släktet Plastophora och familjen puckelflugor. Inga underarter finns listade i Catalogue of Life.